# Le Capitaine et les Enfants
 (mai 2017).
Si vous disposez d'ouvrages ou d'articles de référence ou si vous connaissez des sites web de qualité traitant du thème abordé ici, merci de compléter l'article en donnant les références utiles à sa vérifiabilité et en les liant à la section « Notes et références ».
En 1938, la bande dessinée The Captain and the Kids (la version parallèle de Rudolph Dirks de sa propre bande The Katzenjammer Kids) a été adaptée par Metro-Goldwyn-Mayer, devenant la première série autoproduite de sujets courts de bande dessinée réalisés par le studio, dirigé par William Hanna, Bob Allen et Friz Freleng. La série n'a pas abouti, se terminant après un an et un total de 15 dessins animés[réf. nécessaire]. À la suite de cette annulation, Freleng est retourné à Warner Bros., où il était autrefois directeur de l'animation. Le capitaine a été exprimé par Billy Bletcher, et John Silver a été exprimé par Mel Blanc[réf. nécessaire].

## La série
1938
- Maison de nettoyage (Cleaning House)
- Lundi bleu (Blue Monday)
- Drôle de volaille (Poultry Pirates)
- Le Chien du capitaine (The Captain's Pup)
- A Day at the Beach
- Quel Lion! (What a Lion!)
- La Chasse pygmée (The Pygmy Hunt)
- Old Smokey
- Trésor enterré (Buried Treasure)
- Le Billet gagnant (The Winning Ticket)
- Le Ouragan du Honduras (Honduras Hurricane)
- Le Noël du capitaine (The Captain's Christmas)

1939
- Le Parc naturel de Petunia (Petunia Natural Park)
- Seal Skinners (id)
- Le Nouveau Chapeau de maman (Mama's New Hat)